# Калина Роберж
Калина Роберж (фр. Kalyna Roberge, * 1 жовтня 1986) — канадська ковзанярка, що спеціалізується в шорт-треку, призер Олімпійських ігор, чемпіонка світу.
Калина Роберж двічі виборювала срібні олімпійські медалі на іграх в Турині і Ванкувері в складі канадської естафетної команди (Джессіка Ґреґґ, Маріан Сен-Желе, Таня Вісан) на дистанції 3000 м. Вона чемпіонка світу 2005 року в естафеті, а також чемпіонка світу 2007 року  в бігу на 500 м.